# ロンドン酒チャレンジ
ロンドン酒チャレンジ（ロンドンさけチャレンジ、英: London Sake Challenge、LSC）は、酒ソムリエ協会とその創設者であるXaxier Chapelouと太田久美子によって2012年に始まった、年ごとにロンドンで開催される日本酒の品評会であり、イギリス国内で行われたものとしては初である。日本中の酒造から出品された酒を、世界中から集まった審査員が味、品質、ラベル、パッケージに分けて評価する。第1回開催は2012年、ロンドンオリンピック期間中であった8月20日。特徴的な点として、ブラインド・テイスティングの際、酒の種類や品名を隠すために風呂敷で日本酒を包む。欧米では高級品という認識がない日本酒を「和」と「品格」を表す伝統的な日本文化である風呂敷で包むことで、日本酒が格式高い、洗礼されたものであるということをアピールするために取り入れられた。

## 目的
この品評会の主な目的は傑出して高品質な日本酒を表彰すること、さらにはまだ知られていない「アジア料理以外で日本酒と相性が良い料理」を推奨することで日本酒の消費促進、および認知度を世界的にアピールすることとされる。

## 審査プロセス
全ての酒に対して相対ではなく絶対評価が採用されている。第一審査では酒ソムリエと審査員がブラインド・テイスティング（酒造や品種、名前を隠すために風呂敷が巻かれた状態での試飲）それぞれの酒を見た目、香り、味の3つの項目ごとに評価され、第二審査ではラベルとパッケージが個別に評価される。それらの得点を審査員は星0 - 5で評価する。

## 表彰
この品評会では高く評価された酒に対してそれぞれプラチナ、金、銀賞が順に贈られる。受賞者にはメダルとは別に受賞記念ステッカーも贈呈される。